# Wilhelm Pluta (duchowny)
Wilhelm Pluta (ur. 9 stycznia 1910 w Kochłowicach, zm. 22 stycznia 1986 w Przetocznicy) – polski duchowny rzymskokatolicki, administrator apostolski w Gorzowie Wielkopolskim w latach 1958–1972, biskup diecezjalny gorzowski w latach 1972–1986, sługa Boży Kościoła katolickiego.

## Życiorys
Ukończył Gimnazjum Klasyczne w Katowicach, następnie studiował w Wyższym Seminarium Duchownym Diecezji Śląskiej w Krakowie i na Wydziale Teologicznym Uniwersytetu Jagiellońskiego. Na prezbitera został wyświęcony 24 czerwca 1934 przez biskupa pomocniczego w Katowicach Teofila Bromboszcza.
W latach 1934–1939 pełnił obowiązki w charakterze kontraktowego nauczyciela w państwowym gimnazjum polskim oraz w szkole powszechnej w Bielsku. Po wkroczeniu wojsk niemieckich do Bielska i zamknięciu gimnazjum na podstawie dekretu 8 września 1939 został skierowany do pracy duszpasterskiej w parafii św. Antoniego w Chorzowie. W lipcu 1942 został skierowany do parafii Leszczyny i pracował na stanowisku administratora. Po trzyletniej pracy duszpasterskiej w 1945 został przeniesiony do parafii w Nowej Wsi-Wirku. Od października 1946 był administratorem parafii Najświętszego Serca Pana Jezusa w Koszęcinie. W czasie pracy w Koszęcinie uzyskał tytuł doktora na Wydziale Teologicznym Uniwersytetu Jagiellońskiego w Krakowie. Dekretem biskupa katowickiego z 6 października 1948 został przeniesiony do parafii św. Mikołaja w Lublińcu, a od 10 września 1951 został skierowany na posadę administratora do parafii św. Józefa w Katowicach-Załężu.
4 lipca 1958 został mianowany przez papieża Piusa XII administratorem apostolskim i wikariuszem kapitulnym ordynariatu gorzowskiego oraz biskupem tytularnym Leptis Magna. 7 września 1958 otrzymał święcenia biskupie z rąk prymasa Polski Stefana Wyszyńskiego. Współkonsekratorami byli biskupi Herbert Bednorz i Bolesław Kominek.
W 1972 w następstwie uznania zachodniej granicy Polskiej Rzeczypospolitej Ludowej przez Republikę Federalną Niemiec w układzie PRL-RFN (1970) papież Paweł VI utworzył stałą administrację kościelną dla tzw. Ziem Odzyskanych. Wilhelm Pluta został biskupem diecezjalnym nowo ustanowionej diecezji gorzowskiej. Przez 30 lat posługi biskupiej troszczył się o kapłanów i rodziny. Jako pierwszy w Polsce stworzył duszpasterstwo rodzin. Dążył do uświęcenia wiernych swojej diecezji. Opublikował 18 książek. Odegrał znaczącą rolę w budowaniu struktury Kościoła katolickiego w północno-zachodniej Polsce.
Był uczestnikiem I i III sesji soboru watykańskiego II (1962–1965).
Zginął w wyniku obrażeń doznanych w wypadku samochodowym 22 stycznia 1986 w Przetocznicy (pęknięcie aorty). Pogrzeb hierarchy odbył się 27 stycznia 1986. Podczas prowadzonej przez Henryka Gulbinowicza mszy żałobnej homilię wygłosił ówczesny prymas Polski, kardynał Józef Glemp. Grób Pluty znajduje się w kruchcie katedrze gorzowskiej.
Przed katedrą w Gorzowie Wielkopolskim znajduje się jego pomnik. W 2013 został otwarty Instytut Wilhelma Pluty w Gorzowie Wielkopolskim.
W latach 2002–2015 odbył się diecezjalny etap jego proces beatyfikacyjny. W 2016 otwarto rzymski etap procesu, w 2018 w Kongregacji Spraw Kanonizacyjnych złożono jego positio.
O jego życiu opowiada film Wilhelm Pluta – Biskup rodziny (2019).